# Calilena saylori
Espèce
Calilena saylori est une espèce d'araignées aranéomorphes de la famille des Agelenidae.

## Distribution
Cette espèce est endémique de Californie aux États-Unis,.

## Description
Le mâle mesure 7,70 mm et les femelles de 7,00 à 9,00 mm.

## Étymologie
Cette espèce est nommée en l'honneur de Lawrence Webster Saylor.

## Publication originale
- Chamberlin & Ivie, 1941 : North American Agelenidae of the genera Agelenopsis, Calilena, Ritalena and Tortolena. Annals of the Entomological Society of America, vol. 34, p. 585-628.